# Beziehungen zwischen Chile und den Vereinigten Staaten
Die Beziehungen zwischen Chile und den Vereinigten Staaten sind das zwischenstaatliche Verhältnis zwischen Chile und den Vereinigten Staaten. Beide Länder nahmen im frühen 19. Jahrhundert diplomatische Beziehungen auf und aufgrund der relativ weiten Entfernung zwischen beiden Staaten blieb Chile im Gegensatz zu den Staaten Mittelamerikas und der Karibik im Verlauf des Jahrhunderts von direkten US-amerikanischen Interventionen verschont. Dies änderte sich jedoch im Kalten Krieg, als die USA 1973 den Putsch gegen den demokratisch gewählten chilenischen Präsidenten Salvador Allende unterstützten. Unter seinem Nachfolger Augusto Pinochet wurde die chilenische Wirtschaft nach dem Vorbild neoliberaler Vordenker wie Milton Friedman umgestaltet. Nach der Demokratisierung Chiles in den 1990er Jahren unterzeichneten beide Länder 2004 ein Freihandelsabkommen.

## Geschichte
Chilenische Revolutionäre erklärten am 18. September 1810 im Rahmen der Napoleonischen Kriege in Europa die Unabhängigkeit Chiles von Spanien. Es folgten mehrere Jahre der Kämpfe, aber 1822 kam der US-Präsident James Monroe zu dem Schluss, dass Spanien nicht in der Lage sein würde, die Kontrolle über seine Kolonien zurückzugewinnen. 1823 ernannte Monroe einen Gesandten in Santiago, Heman Allen, der am 27. Januar 1823 der erste US-Diplomat in Chile wurde. Im 19. Jahrhundert bestanden vorwiegend Handelskontakte: Chile exportierte vor allem Salpeter und Kupfer, während US-Unternehmen in den chilenischen Bergbau investierten. Zwar war die geografische Entfernung groß, doch unterstützte die Monroe-Doktrin langfristig das Ziel der US-Regierung, europäische Eingriffe in Südamerika zu verhindern. Während des Salpeterkriegs mit Peru und Bolivien von 1879 bis 1884 begünstigte Washington Peru. Es versuchte, den lang anhaltenden Krieg vor allem wegen der wirtschaftlichen und finanziellen Interessen der USA in Peru vorzeitig zu beenden. Darüber hinaus befürchtete Washington, dass britische Kaufleute über Chile die wirtschaftliche Kontrolle über die Region übernehmen würden. Die Friedensverhandlungen scheiterten, als eine Klausel von Chile die Rückgabe der eroberten Gebiete verlangte. Die Chilenen vermuteten, dass die neue US-Initiative mit einer pro-peruanischen Ausrichtung behaftet sein würde. Infolgedessen verschlechterten sich die Beziehungen zwischen Chile und den Vereinigten Staaten. Aufgrund seiner unzureichenden Marine wagten es die Amerikaner allerdings nicht, die Chilenen militärisch herauszufordern und blieben neutral. 1891 belastete der Baltimore-Zwischenfall die Beziehungen erneut.
Bis zum Ersten Weltkrieg pflegten beide Länder ein grundsätzlich freundschaftliches, jedoch relativ lockeres Verhältnis. 1914 wurde die amerikanische Gesandtschaft in Chile in eine Botschaft umgewandelt. Wirtschaftlich wuchs die Bedeutung Chiles vor allem durch den Bergbau: Im frühen 20. Jahrhundert kontrollierten US-Firmen große Kupferminen in Chile (etwa die Anaconda Copper Company und die Kennecott Corporation). Im Zweiten Weltkrieg blieb Chile lange neutral, brach aber – unter wirtschaftlichem und diplomatischem Druck Washingtons – am 20. Januar 1943 die Beziehungen zu den Achsenmächten ab und schloss sich erst am 14. Februar 1945 den Alliierten an und erklärte der Achse den Krieg. Dies geschah erst spät im Krieg, wobei der Einfluss der USA zu diesem Schritt entscheidend beitrug. In der Nachkriegszeit sahen die USA Chile zunehmend als strategisch wichtigen Verbündeten in Lateinamerika. Unter Präsident Kennedy förderte die „Allianz für Fortschritt“ (Alliance for Progress) von 1961 die wirtschaftliche Entwicklung in Chile. Chile gehörte zu den wichtigsten Empfängern dieser US-Hilfe. Von 1962 bis 1969 erhielt das Land etwa 743 Millionen US-Dollar an Wirtschaftshilfe – die dritthöchste Summe in Lateinamerika – um Infrastruktur, Bildung und Agrarreformen zu fördern. Ein wichtiges Motiv dafür war die Eindämmung der chilenischen Linken, welche eine Nationalisierung der chilenischen Kupfervorkommen unter US-amerikanischer Kontrolle forderte, was die Beziehungen ab den 1960er Jahren überschattete.

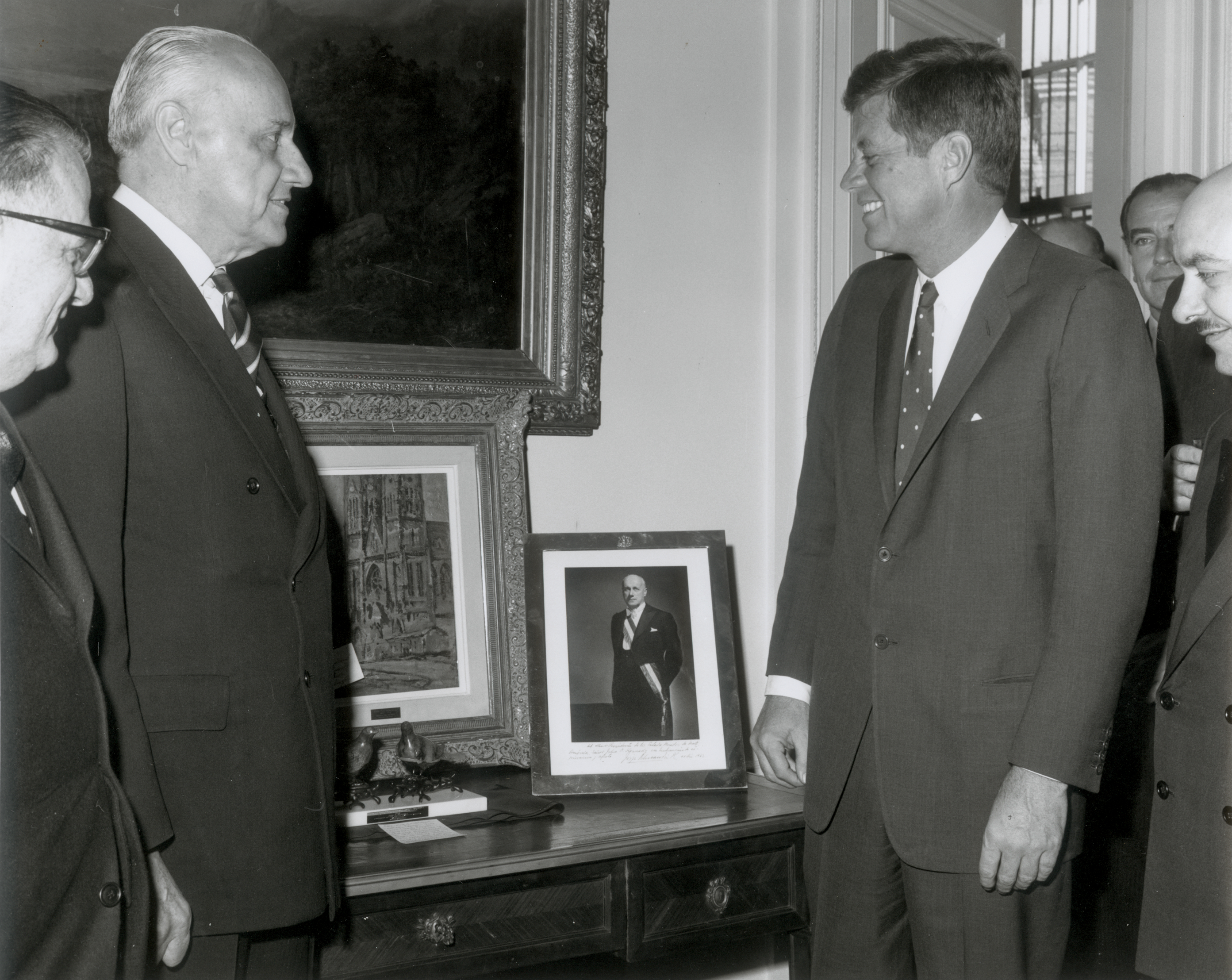
Jorge Alessandri mit John F. Kennedy (1962)

Die USA versuchten die Christdemokratische Partei (PDC) als Bollwerk gegen den Linksrutsch aufzubauen. So erhielt Eduardo Frei Montalva 1964 US-Unterstützung für seinen Wahlkampf, um seine Wahl zum Präsidenten sicherzustellen. Freis Regierung verfolgte eine gemäßigte Politik: Sie setzte erste Landreformen um und verhandelte einen Kompromiss zur teilweisen „Chilenisierung“ des Kupfers. So verkaufte Kennecott 1967 einen 51%-Anteil an dem Bergwerk El Teniente an den chilenischen Staat. Das wachsende sozialistische Lager um Salvador Allende hingegen beunruhigte Washington. US-Unternehmen fürchteten die Verstaatlichung ihrer Besitztümer im Land. Richard Nixon richtete 1970 eine Geheimoperation ein, um Allendes Wahl zu verhindern und die CIA wurde angewiesen, seinen Wahlkampf zu sabotieren. Gleichzeitig gab die Nixon-Regierung offen zu erkennen, dass eine Allende-Regierung nicht erwünscht sei. In den Wochen vor den Wahlen finanzierten die USA verdeckt Oppositionsparteien und Streiks (z. B. LKW-Fahrerstreiks). All dies blieb jedoch erfolglos: Bei den Parlamentswahlen im Oktober 1970 erzielte Allende einen knappen Sieg und wurde schließlich als Präsident bestätigt.
Nach der Amtseinführung folgte eine längere Zeit sozialer und politischer Unruhen zwischen dem von der Rechten dominierten Kongress Chiles und Allende sowie ein von Washington geführter Wirtschaftskrieg zur Destabilisierung der Allende-Regierung. US-Präsident Richard Nixon hatte versprochen, „die Wirtschaft zum Schreien zu bringen“, um Allende an der Machtübernahme zu hindern oder ihn zu stürzen. Schon 1970 kam der chilenische General René Schneider bei einem von der CIA unterstützten Umsturzversuch rechter Kräfte ums Leben. Am 11. September 1973 putschte das chilenische Militär schließlich erfolgreich gegen Präsident Allende, der sich im Präsidentenpalast selbst das Leben nahm. Hochrangige US-Beamte hatten den Putsch mit Vorwissen verfolgt und Akten aus der Zeit belegten, dass US-Regierungsstellen die Kreise um den Putschisten Pinochet förderten. In einem später veröffentlichten Gespräch bemerkte Sicherheitsberater Henry Kissinger, „wir haben es nicht allein getan – wir haben ihnen geholfen“. Nach dem Putsch errichtete General Pinochet eine brutale Militärdiktatur. Tausende Regimegegner wurden getötet oder „verschwanden“, Zehntausende wurden gefoltert oder inhaftiert, was mit Billigung oder sogar Unterstützung der USA geschah. Chile wurde zu einer festen Säule des von den USA gestützten antikommunistischen Bündnisses in Lateinamerika. Pinochets Regime schloss sich der sogenannten Operation Condor an – einem geheimen Geheimdienstnetzwerk antikommunistischer Diktaturen Südamerikas, das in den 1970er und 80er Jahren – mit Billigung Washingtons – gezielt Gegner über Grenzen hinweg verfolgte und ermordete.

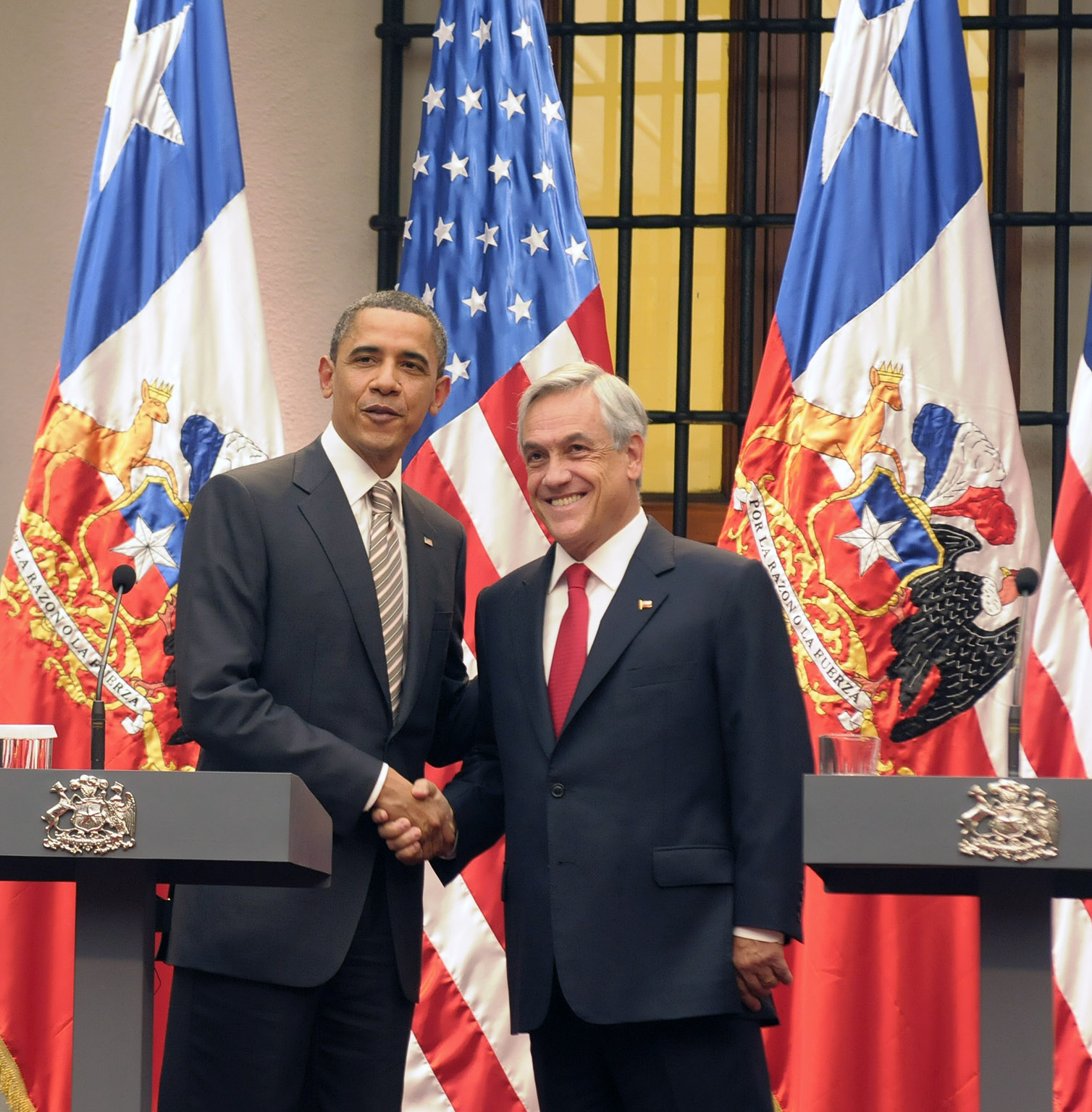
Barack Obama mit Sebastián Piñera (2011)

Wirtschaftlich öffnete die Militärregierung Chile für den freien Markt. Die sogenannten Chicago Boys, eine Gruppe chilenischer Ökonomen, ausgebildet an der University of Chicago, setzten radikale Reformen um. Sie schlossen Staatsbetriebe, schwächten Gewerkschaften und führten ein privat finanziertes Rentensystem ein. Diese Reformen begannen nach einem Treffen des US-Ökonomen Milton Friedman mit Pinochet 1975. Die chilenische Volkswirtschaft diente damit als ein Experimentierfeld für spätere neoliberale Reformen der Reagan-Regierung in den USA. Unter dem von Henry Kissinger eingeführten Prinzip der Realpolitik unterstützten die USA unter Richard Nixon und später Gerald Ford die chilenische Militärdiktatur offen. 1976 ließ der US-Kongress unter Einfluss des Senators Ted Kennedy jedoch Waffenverkäufe an Chile verbieten. In der Amtszeit von Jimmy Carter 1977 bis 1981, der die Menschenrechtsverletzungen in Chile anprangerte, änderte auch Washington seinen Kurs. Carter war jedoch nicht bereit, den antikommunistischen Zweckverbündeten komplett fallen zulassen, auch nicht, nachdem 1978 eine Untersuchung seine Verantwortung für die Ermordung des Dissidenten Orlando Letelier (getötet von einer Autobombe in Washington D.C. 1976) feststellte, wobei hier der Rat seines Sicherheitsberaters Zbigniew Brzeziński eine Rolle spielte. Carters Nachfolger Ronald Reagan näherte die USA anfangs wieder an das Pinochet-Regime an, begann aber in seiner zweiten Amtszeit unter öffentlichem Druck Pinochet aufzufordern, den Weg für einen Neuanfang im Land freizumachen, da die Brutalität seines Regimes eine zunehmende Belastung für die Glaubwürdigkeit der USA wurde.
Mit dem Ende der Pinochet-Herrschaft (Referendum 1988, Rücktritt 1990) verbesserten sich die Beziehungen wieder. Die USA erkannten die demokratische Regierung Chiles unter Präsident Patricio Aylwin rasch an und bezeichneten Chile nun gern als verlässlichen Partner. Die wirtschaftliche Integration nahm zu: 2003 schlossen beide Länder ein bilaterales Freihandelsabkommen. Dieses trat 2004 in Kraft und hob innerhalb weniger Jahre den Großteil der Zölle auf Industrieprodukte und (schrittweise) auf Agrargüter auf, wodurch Chile zu einem der wichtigsten Handelspartner der USA in Lateinamerika aufsteigen konnte. 2014 wurde Chile zum ersten lateinamerikanischen Land im Visa-Waiver-Programm der Vereinigten Staaten.

## Wirtschaftsbeziehungen
Die USA sind Chiles zweitwichtigster Handelspartner (nach China). Der bilaterale Warenhandel belief sich auf etwa 31,4 Mrd. US-Dollar (Stand: 2024). In diesem Jahr exportierte Chile Güter im Wert von rund 16,36 Mrd. USD in die USA (das entspricht 16,1 % der chilenischen Gesamtexporte), während chilenische Importe aus den USA etwa 15,19 Mrd. USD betrugen (19,1 % der Gesamtimporte). Das seit dem 1. Januar 2004 geltende bilaterale Freihandelsabkommen (FTA) hat zollfreien Handel ermöglicht: Seit 2015 können sämtliche US-Waren zollfrei nach Chile eingeführt werden (umgekehrt sind alle chilenischen Exportgüter auch in den USA zollfrei). Dieses Abkommen hat zu einem deutlichen Ausbau des Handels geführt (z. B. stiegen die chilenischen Exporte in die USA bis 2016 um 68,5 % gegenüber 2004). Chile exportiert in die USA vorwiegend Kupfer und andere Industriemetalle, landwirtschaftliche Erzeugnisse (Früchte, Wein) sowie Fischereiprodukt. Im Gegenzug werden aus den USA überwiegend Energieträger (Erdöl, Kohle), Maschinen, Transportgeräte sowie chemische und Elektronikprodukte importiert.
Zum Jahresende 2023 belief sich der Bestand US-amerikanischer Direktinvestitionen in Chile auf etwa 28,8 Mrd. USD. Amerikanische Unternehmen engagieren sich insbesondere in den Bereichen Bergbau (vor allem Lithium/Kupfer), erneuerbare Energien und Technologie.